# Писати про музику – це як танцювати про архітектуру

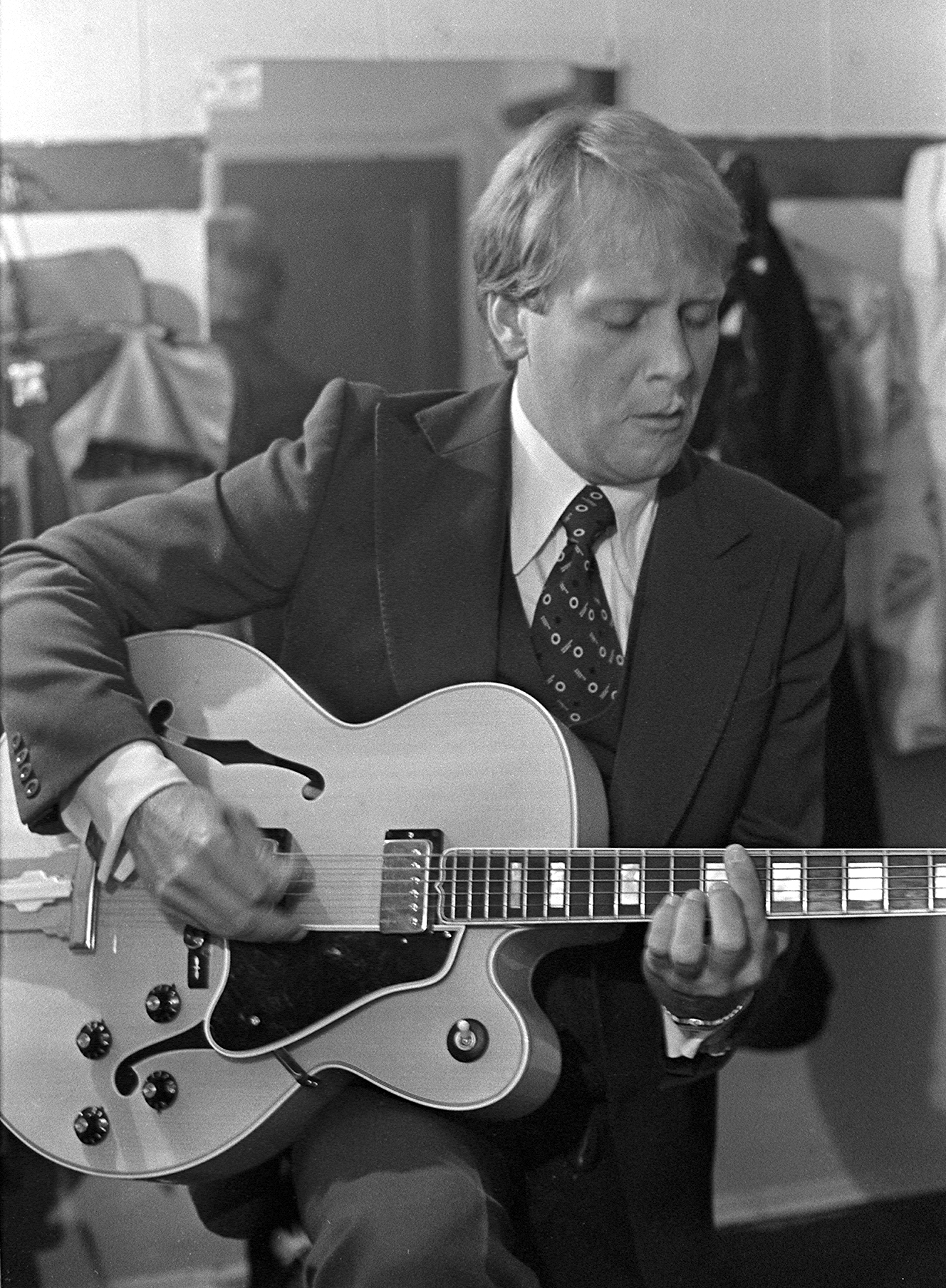
Вважається, що цю цитату написав музичний комік Мартін Малл (на фото 1976 року), хоча задокументовано більш ранню варіацію репліки початку 20-го століття.

«Писати про музику — це все одно, що танцювати про архітектуру» — сентенція, яка використовується для вираження марності перекладу музики словами. Це може бути використано як аргумент для того, щоб взагалі відкинути музичну критику.
Походження цитати невідоме. Найчастіше його неправильно приписують музикантам Лорі Андерсон та Елвісу Костелло. Інші, включаючи самого Костелло, приписують це зауваження коміку Мартіну Маллу, хоча варіація («говорити про музику — це все одно, що співати про економіку») з'явилася в пресі ще 1918 року.

## Походження
Походження цитати ніколи не було перевірено. Її приписували музикантам, артистам і письменникам, таким як Вільям С. Берроуз, Майлз Девіс, Телоніус Монк, Чарльз Мінгус, Френк Заппа, Джордж Карлін, Мартін Малл, Лестер Бенґз, Девід Бірн, Стів Мартін, Елвіс Костелло та Лорі Андерсон.
Одне з найдавніших відомих вживань фрази «танцювати про архітектуру» з'являється в статті журналу Detroit Free Press за 1979 рік, де її приписують Мартіну Маллу, хоча і до цього в інших друкованих джерелах вживалися подібні вирази, наприклад «співати про економіку». У статті New Republic 1918 року зазначено:
У строгому розумінні писати про музику так само нелогічно, як співати про економіку. Про всі інші мистецтва можна говорити в термінах звичайного життя та досвіду. Вірш, статуя, картина чи п’єса є відображенням когось або чогось і можуть бути вимірювано описані (за винятком суто естетичних цінностей) шляхом опису того, що вони представляють
Ця максима знову з'явилася в статті 1921 року, написаній академіком Вінтропом Паркхерстом, який писав:
Подібно до музичного критика, який безсило скаржився, що «розмовляти про музику — це все одно, що співати про економіку», музиканти, які мають хист до літературного вираження, цілком ймовірно, злякалися завдання, яке вважається таким же важким, як перетворення «Das Kapital» у пісню
В інтерв'ю 1983 року Елвіс Костелло відповів на запитання про ставлення до нього в музичній пресі, зокрема заявивши:
Обрамлення всієї чудової музики лише зменшує її безпосередність. Пісні є текстами, а не промовами, і це мелодії, а не картини. Писати про музику — це як танцювати про архітектуру, і хотіти це робити справді нерозумно
Згодом Костелло став широко ототожнюватися з цитатою. У пізнішому інтерв'ю він заперечував, що придумав цю фразу, додавши з невпевненістю, що, можливо, отримав цю фразу від Малла. Лорі Андерсон вважала, що вислів «танці про архітектуру» походить від Стіва Мартіна.

## Критика
Музичний критик Роберт Крістгау відповів на вислів:
Одна з багатьох дурниць щодо дурнів, які порівнюють написання музики з танцями про архітектуру, полягає в тому, що танці зазвичай пов'язані з архітектурою. Коли тіла рухаються відносно спроєктованого простору, хай то сцена, бальний зал, вітальня, спортзал, агора чи площа Конго, вони взаємодіють з цим простором незалежно від того, хочуть вони цього чи ні